# Griffin (Geòrgia)
Griffin és una població dels Estats Units a l'estat de Geòrgia. Segons el cens del 2000 tenia 23.451 habitants.

## Demografia
Segons el cens del 2000, Griffin tenia 23.451 habitants, 8.876 habitatges, i 5.955 famílies. La densitat de població era de 623,6 habitants/km².
Dels 8.876 habitatges en un 33% hi vivien nens de menys de 18 anys, en un 38,1% hi vivien parelles casades, en un 24,1% dones solteres, i en un 32,9% no eren unitats familiars. En el 27,7% dels habitatges hi vivien persones soles l'11,1% de les quals corresponia a persones de 65 anys o més que vivien soles. El nombre mitjà de persones vivint en cada habitatge era de 2,6 i el nombre mitjà de persones que vivien en cada família era de 3,17.
Per edats la població es repartia de la següent manera: un 28,7% tenia menys de 18 anys, un 9,8% entre 18 i 24, un 28,9% entre 25 i 44, un 18,8% de 45 a 60 i un 13,8% 65 anys o més.
L'edat mediana era de 33 anys. Per cada 100 dones de 18 o més anys hi havia 80,2 homes.
La renda mediana per habitatge era de 30.088 $ i la renda mediana per família de 33.963 $. Els homes tenien una renda mediana de 30.488 $ mentre que les dones 21.352 $. La renda per capita de la població era de 15.563 $. Entorn del 17,7% de les famílies i el 21,4% de la població estaven per davall del llindar de pobresa.

## Poblacions més properes
El següent diagrama mostra les poblacions més properes.